# バハー・アブドッラフマーン
バハー・アブドッラフマーン（アラビア語: بهاء عبد الرحمن、Bahaa Abdel Rahman、1987年1月5日-）は、ヨルダンのプロサッカー選手。ヨルダン・リーグのアル・ファイサリー所属のMF。サッカーヨルダン代表。元同U-20代表。アンマン出身。
日本語では「バハ・アブドゥルラフマン」などとも表記される。

## クラブ

### 来歴
アル・ファイサリーでデビュー、2009-2010シーズンはサウジのアル・アハリにレンタル移籍、2012-2013シーズンは、サウジのアル・タアーウンにレンタル移籍した。2013年3月にザート・ラース・クラブに移籍。

### 代表
FIFA U-20ワールドカップ2007出場。
AFCアジアカップ2011に出場し、グループリーグで1ゴールを記録。チームはベスト16。
西アジアサッカー選手権2014出場。